# Semantic Spaces
Semantic Spaces sedmi je studijski album kanadskog sastava elektroničke glazbe Delerium. Diskografska kuća Nettwerk objavila ga je 22. kolovoza 1994.

## O albumu
Na albumu su gostovali Greg Reely i Kristy Thirsk; potonjoj je glazbenici pripisana uloga "Deleriumova glasa" na skladbama "Flowers Become Screens", "Incantation", "Metamorphosis" i "Flatlands".
Za skladbe "Flowers Become Screens" i "Incantation" snimljeni su glazbeni spotovi. Pjesma "Flatlands" pojavila se u prvoj sezoni televizijske serije The Sentinel, u epizodi "Vow of Silence".

## Popis pjesama
| 1.    | »Flowers Become Screens« | 7:55  |
| 2.    | »Metaphor«               | 7:49  |
| 3.    | »Resurrection«           | 9:24  |
| 4.    | »Incantation«            | 6:21  |
| 5.    | »Consensual Worlds«      | 10:04 |
| 6.    | »Metamorphosis«          | 8:27  |
| 7.    | »Flatlands«              | 7:13  |
| 8.    | »Sensorium«              | 12:08 |
| 9.    | »Gateway«                | 8:13  |
| 77:34 |                          |       |

## Recenzije
John Bush, glazbeni recenzent koji piše za AllMusic, albumu je dodijelio tri zvjezdice od njih pet. Izjavio je: "Nakon što su se na [prethodnim] Deleriumovim izdanjima usredotočili na spoj gotike i prirode, Rhys Fulber i Bill Leeb [na ovom su se albumu] počeli koristiti pjevačima, pa je glazbeni stil postao sličniji etno-dance-glazbi Deep Foresta."

## Zasluge
| Delerium - Bill Leeb – svi instrumenti - Rhys Fulber – svi instrumenti Dodatni glazbenici - Kristy Thirsk – vokali (na pjesmama 1, 4, 6 i 7) | Ostalo osoblje - Brian Gardner – mastering - Greg Reely – inženjer zvuka - Technografix – ilustracije |